# Тамм, Мэри
Мэ́ри Тамм (англ. Mary Tamm; 23 марта 1950, Дьюсбери — 26 июля 2012) — английская актриса.

## Биография
Мэри Тамм родилась 22 марта 1950 года в Дьюсбери (графство Уэст-Йоркшир, Англия, Великобритания) в семье эстонского происхождения. Окончила, а позже была и ассоциированным членом Королевской академии драматического искусства.
Мэри снималась в кино 39 лет, с 1973 года и до своей смерти в 2012 году; за это время она снялась в 50 фильмах и телесериалах. Одна из её самых известных работ — роль Романы из телесериала «Доктор Кто», в котором она снималась в 1978—1979 года.
Скончалась ранним утром 26 июля 2012 года после 18 месяцев борьбы с раком в 62-летнем возрасте. С 1978 года была замужем за Маркусом Рингроузом (1952—2012), имела дочь Лорен (род. в ноябре 1979) и внука Макса (род. 2005). 7 августа 2012 года, через несколько часов после похорон Мэри, её 60-летний вдовец Маркус Рингроуз скончался от сердечного приступа.

## Фильмография
| Год       |   | Русское название | Оригинальное название | Роль                          |
| --------- | - | ---------------- | --------------------- | ----------------------------- |
| 1974      | ф | Досье ОДЕССА     | The Odessa File       | Сиги / Sigi                   |
| 1976      | ф | Подходящие парни | The Likely Lads       | Кристина / Christina          |
| 1978—1979 | с | Доктор Кто       | Doctor Who            | Романа / Romana               |
| 1983      | с | Джейн Эйр        | Jane Eyre             | Бланш Ингрэм / Blanche Ingram |
| 2009      | ф | Попали!          | Doghouse              | Мэг Нат / Meg Nut             |